# Zonhoven

Zonhovens vapen

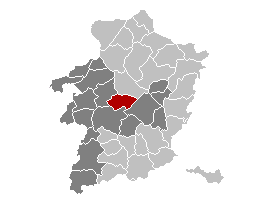
Zonhovens läge inom provinsen Limburg

Zonhoven är en kommun i provinsen Limburg i nordöstra Belgien. Zonhoven hade 20 306 invånare per 1 januari 2008.